# Мечеть Гурги
Мечеть Гурги (араб. جامع قرجي‎) — мечеть в столице Ливии, городе Триполи. Была построена в середине XIX века.

## История
Строительство мечети началось в 1833 году по инициативе капитана турецкого флота, грузинского происхождения Мустафы (Иосефа) Гурги, в честь которого в дальнейшем она и получила своё название. В 1834 году строительство было завершено.

## Описание
Мечеть расположена в Триполи, в центре старого города,  непосредственной близости с римской аркой Марка Аврелия. Является частью комплекса исторических памятников Триполи. Площадь здания 16 м², оно имеет квадратную форму, три входа во внутренний двор. Они идут через портик состоящий из 9 колон. В главном молитвенном зале установлены мраморные столбы из Италии, а украшен зал керамической плиткой из Туниса и каменными резными фигурками из Марокко. У мечети 16 маленьких куполов и 1 минарет восьмиугольной формы. Это самый высокий из городских минаретов и единственный, имеющий два ряда балконов. Справа от входа находится вестибюль, в которой находятся гробницы Иосефа Гурги и его семьи..